# Buchtův Kopec
Buchtův Kopec är ett berg i Tjeckien. Det ligger i den centrala delen av landet, 130 km öster om huvudstaden Prag. Toppen på Buchtův Kopec är 755 meter över havet. Buchtův Kopec ingår i Žďárské vrchy.
Terrängen runt Buchtův Kopec är platt österut, men västerut är den kuperad.Runt Buchtův Kopec är det ganska glesbefolkat, med 24 invånare per kvadratkilometer. Närmaste större samhälle är Polička, 10,9 km nordost om Buchtův Kopec. I omgivningarna runt Buchtův Kopec växer i huvudsak blandskog.